# بویمورتو
بویمورتو (به اسپانیایی: Boimorto) یکی از دهستان‌های اسپانیا است.

## خصوصیات
بویمورتو ۸۲٫۷۱ کیلومترمربع مساحت و ۲٬۴۸۶ نفر جمعیت دارد.